# Francisco Prieto y Caules
Francesc Prieto y Caules ( Mahón, 2 de junio de 1841 - Málaga, 2 de junio de 1889) fue un ingeniero de caminos español. Era hermano del político Rafael Prieto y Caules. En 1865 se licenció en la Escuela de Ingenieros de Caminos de Madrid como el primero de su promoción. Fue destinado en la jefatura de Obras Públicas de Baleares y nombrado encargado de las obras de Menorca. Diseñó la carretera de San Luis a San Clemente y la carretera general de Mahón en Ciudadela. Realizó el dragado del puerto de Ciudadela y la carretera de San Antonio Abad.
De 1872 a 1880 trabajó de profesor de la Escuela de Ingenieros de Caminos de Madrid. De 1880 a 1884 reconstruyó el embalse del pantano de Lorca, y en 1884 reformó el puerto de Málaga. En 1882 fue nombrado académico de la Real Academia de Ciencias Exactas, Físicas y Naturales, pero no tomó posesión de la medalla.  Murió en Málaga el 2 de junio de 1889, poco después de terminar el proyecto del puerto. El ayuntamiento de Mahón le puso su nombre en la calle del Arrabal.